# Nagoyakō (métro de Nagoya)
Nagoyakō (名古屋港駅, Nagoyakō-eki) est une station du métro de Nagoya sur la ligne Meikō dans l'arrondissement de Minato à Nagoya.

## Situation sur le réseau
La station Nagoyakō marque la fin de la ligne Meikō.

## Histoire
La station a été inaugurée le 29 mars 1971.

## Services aux voyageurs

### Accès et accueil
La station est ouverte tous les jours.

### Desserte
- Ligne Meikō :

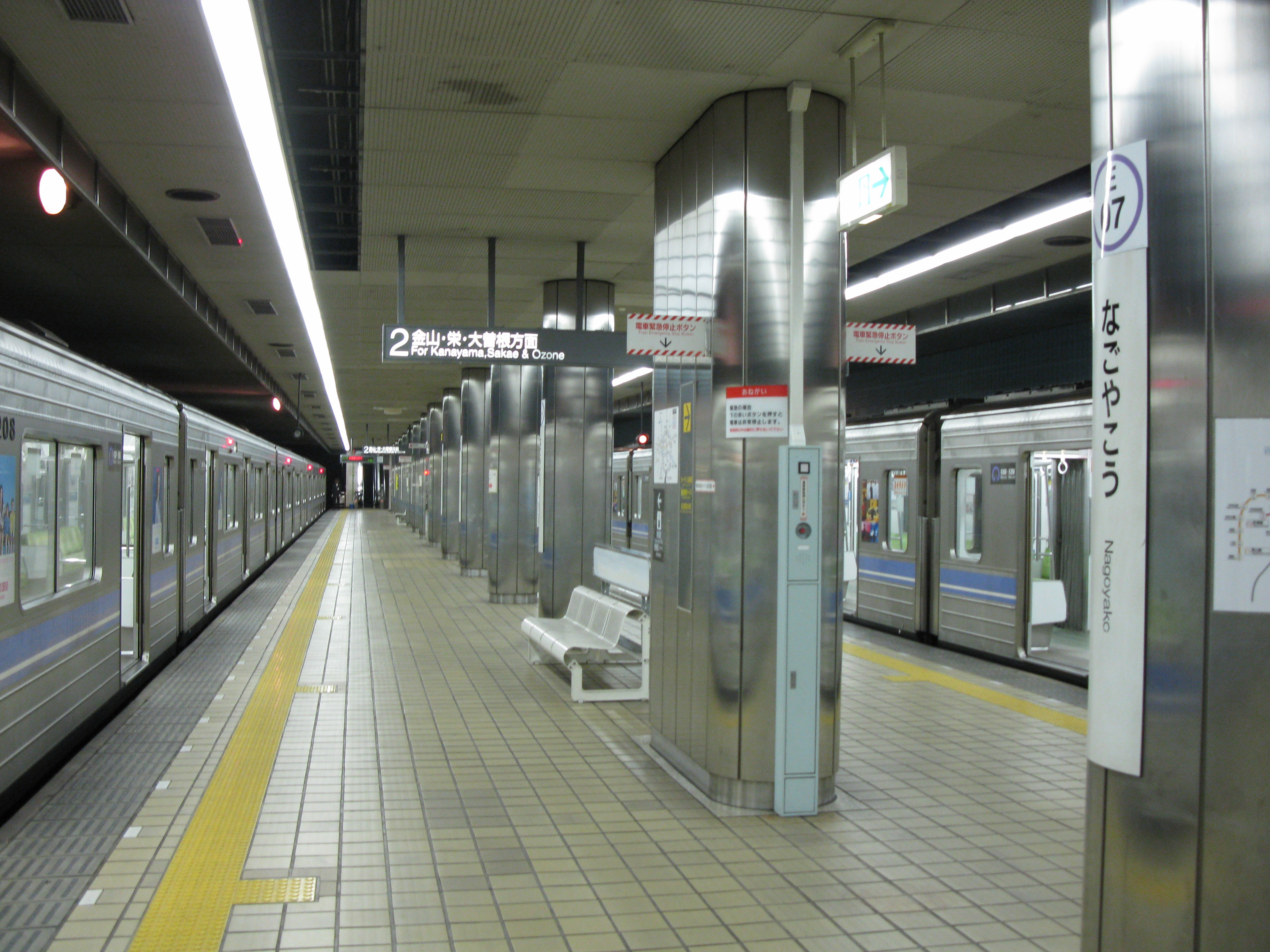
Vue du quai de la station.

  - voies 1 et 2 : direction Kanayama

## Dans les environs
- Port de Nagoya
- Aquarium du port de Nagoya